# ラッキーオールドサン
ラッキーオールドサンは、日本の男女2人組バンド。所属レコードレーベルはkiti。
バンド名の由来は、メンバーがたまたま手に取った久保田麻琴（夕焼け楽団）のアルバムに収録されていた 「ラッキー・オールド・サン」（原曲は1949年発表のアメリカのポピュラー歌曲 "That Lucky Old Sun"）による。

## メンバー
- ナナ（Vo, Key）
- 篠原良彰（Vo, Gt）

作詞作曲は二人で行っている。それぞれ別のバンドで活動していたが、高円寺のライブハウスで対バンしたことをきっかけに知り合い、ラッキーオールドサンを結成。2019年2月15日に結婚したことを報告した。東京で活動していたが、2019年より篠原の地元である四国を活動拠点とする。

## ディスコグラフィー
- 『I’m so sorry, mom』（2014年12月17日、ミニアルバム）
- 『坂の多い街と退屈』（2015年6月10日、7インチシングル）
- 『ラッキーオールドサン』（2015年7月15日、1stフルアルバム）
- 『ミッドナイト・バス c/w やりたいようになりたいように(feat. THE LOST CLUB)』（2016年2月24日、7インチシングル）
- 『Caballero』（2016年4月20日、ミニアルバム）
- 『Belle Époque』（2017年4月12日、2ndフルアルバム）
- 『旅するギター』（2019年4月17日、3rdフルアルバム）
- 『街の人 / マークII』（2020年7月15日、7インチシングル）[4]
- 『母の日 / Night Lunch』（2021年4月28日、7インチシングル）[5]
- 『うすらい』（2021年5月22日、4thアルバム）[6]

## 配信
- 『街の人 / マークII』（2020年5月27日）[4]

## メディア出演
- フジテレビオンデマンド「PARK」（#17・#18）（2017年）

## タイアップ
| 年     | 曲     | タイアップ先           |
| ------ | ------ | ---------------------- |
| 2021年 | 街の人 | 映画『街の上で』主題歌 |

## ミュージック・ビデオ
| 公開年月日    | 曲                       | 監督           |
| ------------- | ------------------------ | -------------- |
| 2015年1月13日 | 『海へと続く道』         | エリザベス宮地 |
| 2015年4月28日 | 『ミッドナイト・バス』   | エリザベス宮地 |
| 2015年7月13日 | 『坂の多い街と退屈』     | エリザベス宮地 |
| 2016年4月25日 | 『ゴーギャン』           | エリザベス宮地 |
| 2017年4月28日 | 『さよならスカイライン』 | はまいばひろや |
| 2017年5月4日  | 『すずらん通り』         | 芳賀陽平       |
| 2019年4月2日  | 『旅するギター』         | 小池茅         |
| 2019年4月17日 | 『Rockin' Rescue』       | 小池茅         |
| 2019年4月24日 | 『とつとつ』             | 小池茅         |
| 2020年1月1日  | 『Night Lunch』          |                |
| 2021年5月26日 | 『街の人』               | 今泉力哉       |